# Konsum Halmstad
Konsumtionsföreningen Halmstad med omnejd var en svensk konsumentförening i Halmstad.

## Historik
Kooperativa handelsföreningen Aktiv grundades 1901. År 1932 fusionerade man med Vallberga kooperativa handelsförening och föreningen bytte namn till Konsumtionsföreningen Halmstad med omnejd 1932.
Harry Hjalmarsson, som senare skulle bli direktör för hela KF, arbetade i ungefär ett år från 1929 som butiksbiträde vid Aktivs butik på Viktoriagatan.
Den 4 maj 1951 öppnade föreningen sitt första snabbköp på Vårhem i en byggnad ritad av Hugo Winger. Under 1953 öppnades ett snabbköp på Nyatorp och speceributiken vid Stora torg gjordes om till snabbköp. Ett fjärde snabbköp tillkom 1953 genom sammanslagning av speceri- och charkuteributiker på Viktoriagatan.

### Koncentration och renodling
1960-talet präglades av en koncentrering och renodling av verksamheten. År 1962 hade föreningen 49 butiker från Vallberga i söder till Gullbrandstorp i norr. Efter nedläggningar av småbutiker och öppnande av större enheter hade man år 1966 kvar 18 butiker.
Under 1964 lade man ner sju butiker och förde över charkuterifabriken och bageriet på större enheter. Ett första resultat av dessa förändringar var öppnandet av en Konsumhall för Vårhem som öppnade på Fågelvägen den 3 december 1964. Nästa steg var öppnandet av Konsum Skotten på Ängelholmsvägen i Laholm den 23 juni 1965. Under 1966 stängdes sex butiker.
Under våren 1964 började man göra plats för det nya Domusvaruhuset genom att riva fastigheterna i kvarteret Klingberget vid Stora torg. Domus och dess restaurang invigdes den 30 mars 1966.
Under 1970-talet fusionerade man med ett antal mindre föreningar i området:
- Harplinge handelsförening, 1973.[13][14]
- Konsumtionsföreningen Fram (Söndrum), 1976.[15]
- Genevads handelsförening, 1977.[16]

Den 8 juni 1972 öppnades en ny butik i Trönninge som ersatte ortens tidigare, mindre Konsum. Under 1978 byggdes Domus om och Obs! Interiör etablerades på Brogatan där Tempo tidigare legat.
År 1987 sålde man Domusfastigheten till Apoteksbolagets pensionsstiftelse efter att ha lagt ner varuhusets andra våning och gjort om bottenvåningen till livsmedelshall. Domus Livs bytte snart namn till Konsum City och man fortsatte att dra ner på verksamheten. Fyra Kök (den tidigare Domusrestaurangen) lades ner i januari 1989.
Den 4 oktober 1990 öppnade föreningen stormarknaden Obs! vid Eurostop.
Satsningen på Obs! ökade omedelbart föreningens omsättning. År 1991 hade föreningen som helhet ett nollresultat. Under år 1992 vände detta till en förlust på 15 miljoner. År 1991 lade man ner butikerna i Ekstånga och Kärleken. År 1992 lade man ner i Linehed och Klackerup.

### Uppgång i KF
Den 1 januari 1993 överlät Konsum Halmstad sina butiker till Konsumentföreningen Syd (Kf Syd) som bildats årets innan för att ta över Konsumentföreningen Solidars butiker och låta dessa drivas av KF centralt. Obs!-enheten fördes över till KF Stormarknadsutveckling AB. Konsumtionsföreningen Halmstad med omnejd uppgick i sin tur i Solidar året därpå.
De av KF övertagna butikerna skulle med tiden samlas i ett bolag som blev Coop Butiker & Stormarknader (CBS) medan medlemsföreningen Solidar fusionerades med KF 2015. Flera orter där Konsum Halmstad hade verksamhet har senare lämnats, däribland Gullbrandstorp där Konsum lades ner 2007. År 2022 lades de av CBS ägda Coop-butikerna i Halland över till bolaget Coop Halland medan medlemmarna flyttades till Coop Varberg. År 2024 övertogs Coop Halland av Coop Väst och även medlemmarna flyttades dit.